# Gunnar Fischer (läkare)
Gunnar Anders Victor Fischer, född 29 maj 1901 i Göteborg, död 19 januari 1956 i Stockholm, var en svensk läkare.
Gunnar Fischer var son till rektor Walter Fabian Fischer. Han avlade studentexamen vid Högre latinläroverket i Göteborg 1919 och blev 1923 medicine kandidat, 1927 medicine licentiat och 1932 medicine doktor. Fischer var 1929–1930 amanuens vid patologiska institutionen i Lund, tillförordnad provinsialläkare i Ramnäs distrikt under 1930 och 1931–1932 underläkare vid Lunds lasaretts avdelning för könssjukdomar. 1932 blev han docent i bakteriologi vid Lunds universitet och var amanuens vid medicinska kliniken i Lund 1932–1933, 1933–1934 extraordinarie amanuens vid epidemisjukhuset i Lund och blev 1934 förste stadsläkare i Helsingborg. Ficher var 1942-1944 förste provinsialläkare i Uppsala län och under samma tid docent i hygien och bakteriologi vid Uppsala universitet. Han blev 1944 professor i hälsovårdslära vid Karolinska institutet och föreståndare för avdelningen för allmän hygien vid Statens institut för folkhälsan samt 1949 läkare vid karantänstaten i Stockholm. Fischer var från 1935 medlem av medicinalstyrelsens vetenskapliga råd och inspektor vid Medicinska föreningen från 1949. Han blev 1943 riddare av Nordstjärneorden. Fischer är begraven på Bromma kyrkogård.